# Polinices
Pour les articles homonymes, voir Mamma (homonymie).
Genre
Synonymes
- genre Albula Röding, 1798[2]
- genre Mamillaria Swainson, 1840[2]
- genre Mamma H. Adams & A. Adams, 1853[2]
- genre Mammillaria Herrmannsen, 1847[2]
- sous-genre Natica (Polinices) Montfort, 1810[2]
- genre Naticella Swainson, 1840[2]
- genre Naticina Guilding, 1834[2]
- sous-genre Polinices (Polinices) Montfort, 1810[2]
- genre Polynices Herrmannsen, 1847[2]
- genre Uba Fletcher, 1938[2]
- genre Uber Philippi, 1853[2]

Polinices est un genre de mollusques gastéropodes de la famille des Naticidae.

## Liste des espèces
Selon World Register of Marine Species (8 décembre 2018) :
- Polinices albumen (Linnaeus, 1758)
- Polinices alveatus (Troschel, 1852)
- Polinices amiculatus (Philippi, 1849)
- Polinices aurantius (Röding, 1798)
- Polinices bifasciatus (Gray in Griffith & Pidgeon, 1833)
- Polinices candidissimus (Le Guillou, 1842)
- Polinices chattonensis (Marwick, 1924) †
- Polinices citrinus (Philippi, 1851)
- Polinices cleistopsila Barnard, 1963
- Polinices constanti Huelsken & Hollmann, 2012
- Polinices cora (d'Orbigny, 1840)
- Polinices cumingianus (Récluz, 1844)
- Polinices effusus (Swainson, 1840)
- Polinices fallai (Fletcher, 1938) †
- Polinices flemingianus (Récluz, 1844)
- Polinices grunerianus (Philippi, 1852)
- Polinices hacketti Marincovich, 1975
- Polinices hepaticus (Röding, 1798)
- Polinices huttoni Ihering, 1907 †
- Polinices immaculatus (Totten, 1835)
- Polinices intemeratus (Philippi, 1853)
- Polinices intracrassus Finlay, 1924 †
- Polinices jukesii (Reeve, 1855)
- Polinices lacteus (Guilding, 1834)
- Polinices laxus (Finlay, 1926) †
- Polinices leptaleus (R. B. Watson, 1881)
- Polinices limi Pilsbry, 1931
- Polinices lobatus (Marwick, 1924) †
- Polinices mackayi Marwick, 1931 †
- Polinices mammilla (Linnaeus, 1758)
- Polinices mediopacificus Kosuge, 1979
- Polinices mellosus (Hedley, 1924)
- Polinices mucronatus (Marwick, 1924) †
- Polinices oneroaensis Powell & Bartrum, 1929 †
- Polinices otaioensis Marwick, 1960 †
- Polinices otis (Broderip & G. B. Sowerby I, 1829)
- Polinices paciae Bozzetti, 1997
- Polinices panamaensis (Récluz, 1844)
- Polinices parki Finlay & Marwick, 1937 †
- Polinices parvulus Bozzetti, 2010
- Polinices perspicuus (Récluz, 1850)
- Polinices peselephanti (Link, 1807)
- Polinices powisianus (Récluz, 1844)
- Polinices propeovatus (Marwick, 1924) †
- Polinices psilus (R. B. Watson, 1886)
- Polinices putealis Garrard, 1961
- Polinices sagamiensis Pilsbry, 1904
- Polinices sagenus Suter, 1917 †
- Polinices tawhitirahia Powell, 1965
- Polinices uber (Valenciennes, 1832)
- Polinices uberinus (d'Orbigny, 1842)
- Polinices unisulcatus (Marwick, 1924) †
- Polinices vavaosi (Reeve, 1855)
- Polinices vestitus Kuroda, 1961
- Polinices waipaensis (Marwick, 1924) †
- Polinices waipipiensis (Marwick, 1924) †

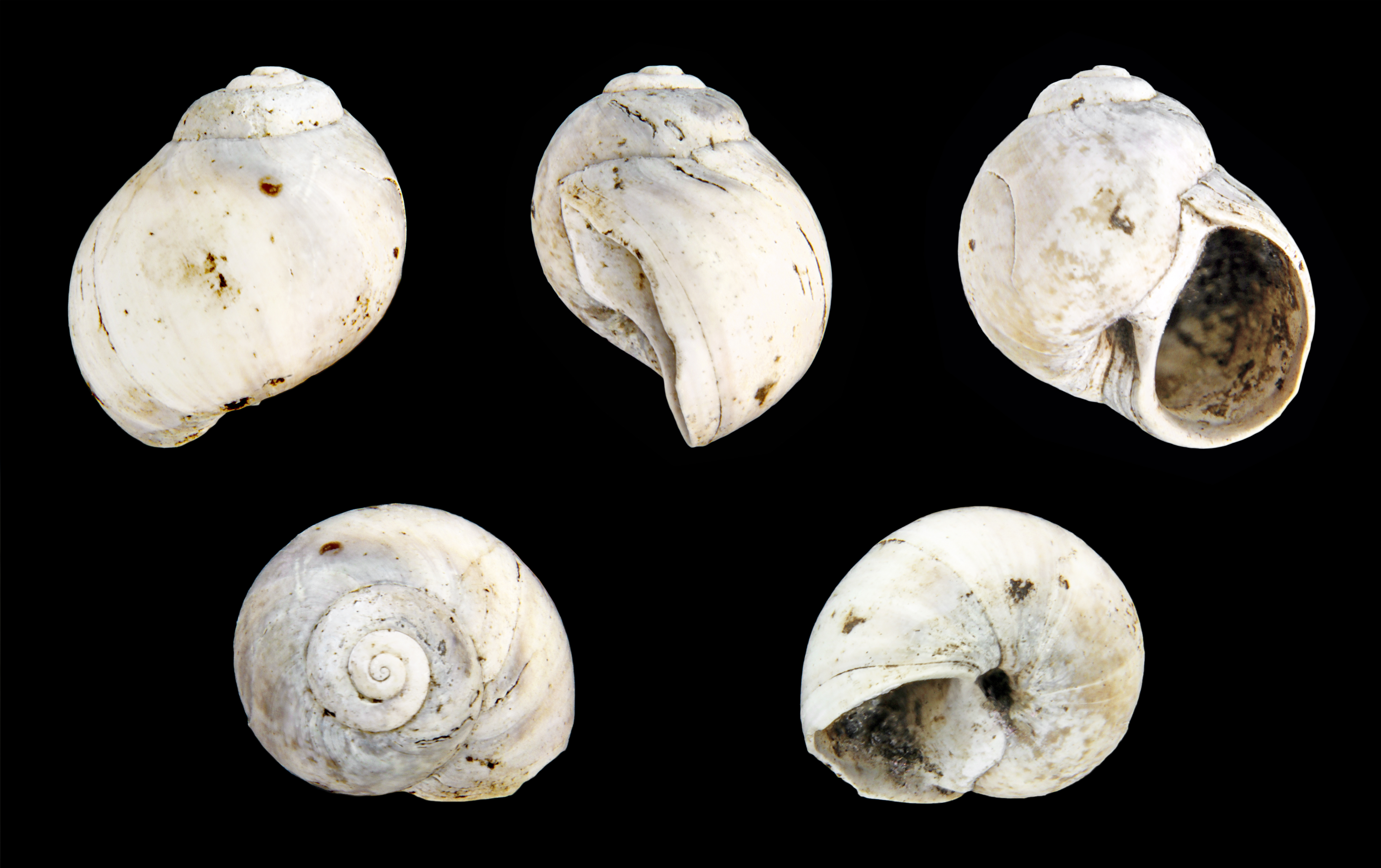
Polinices benoisti
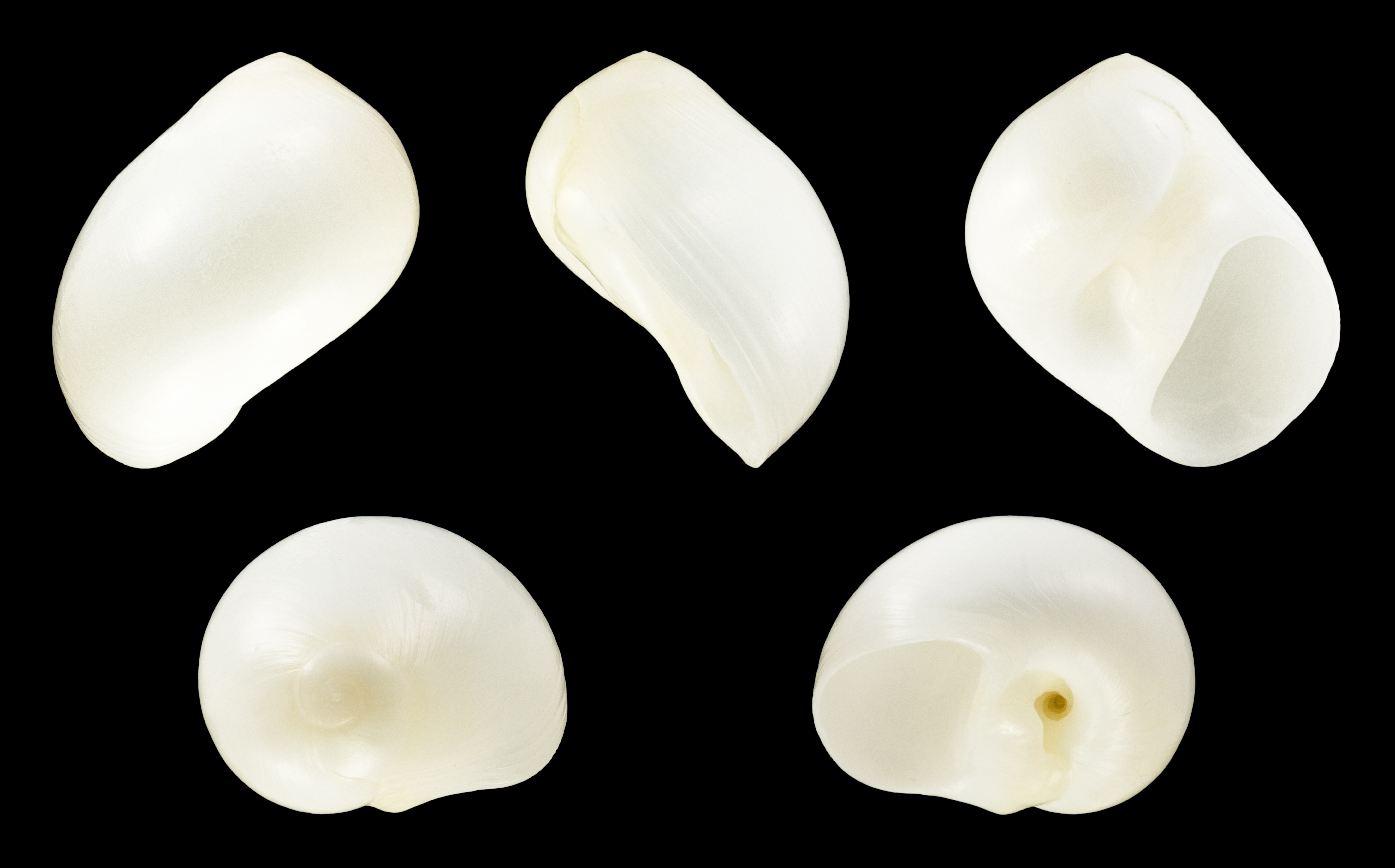
Polinices candidissimus
Polinices cumingianus
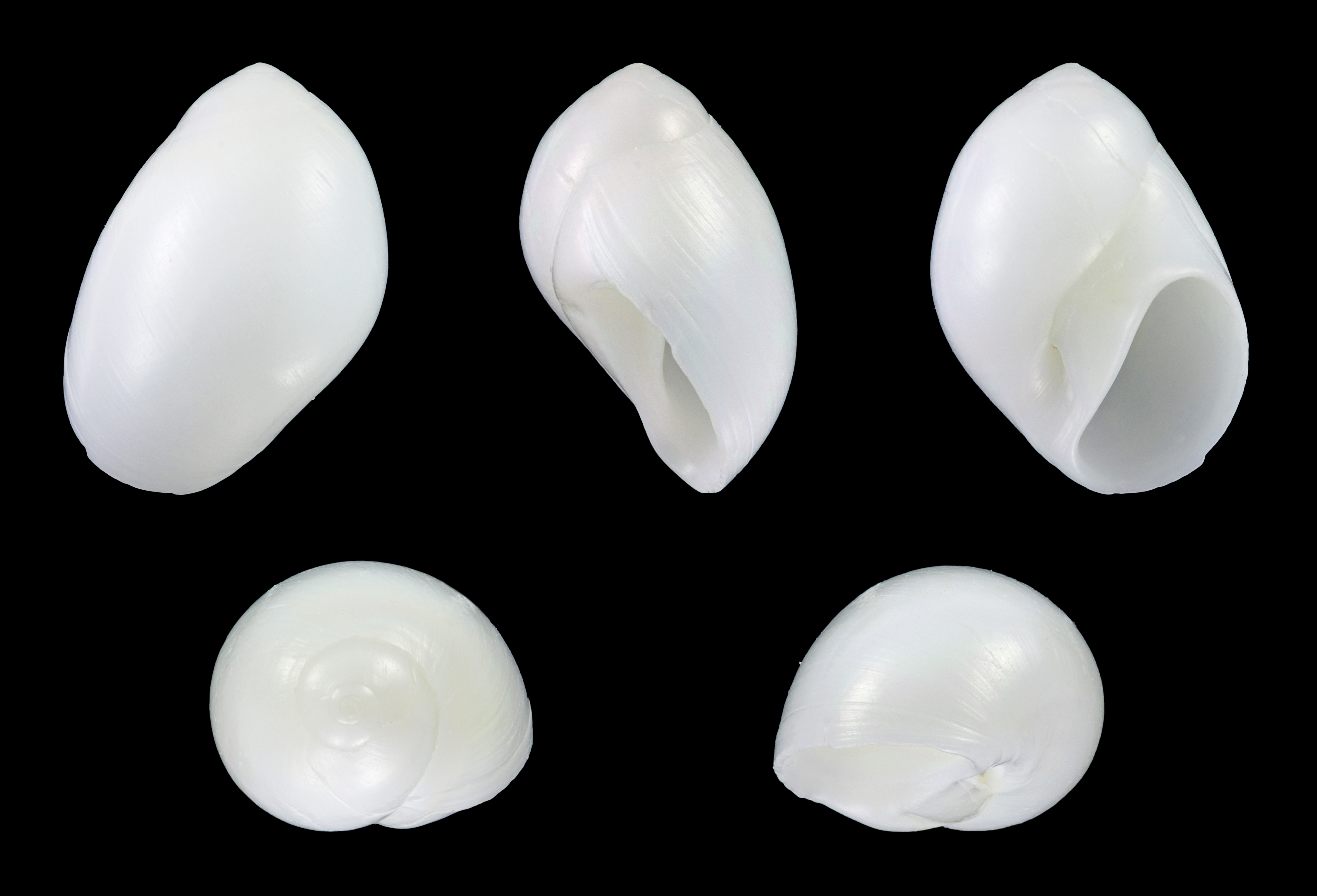
Polinices lacteus
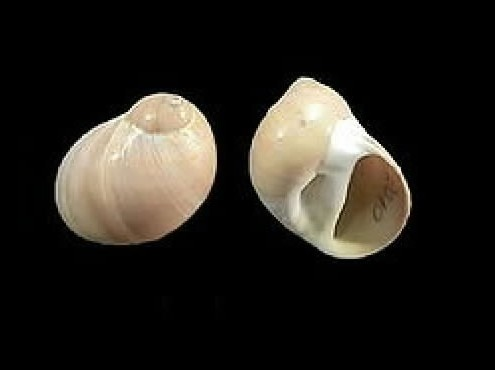
Polinices hepaticus
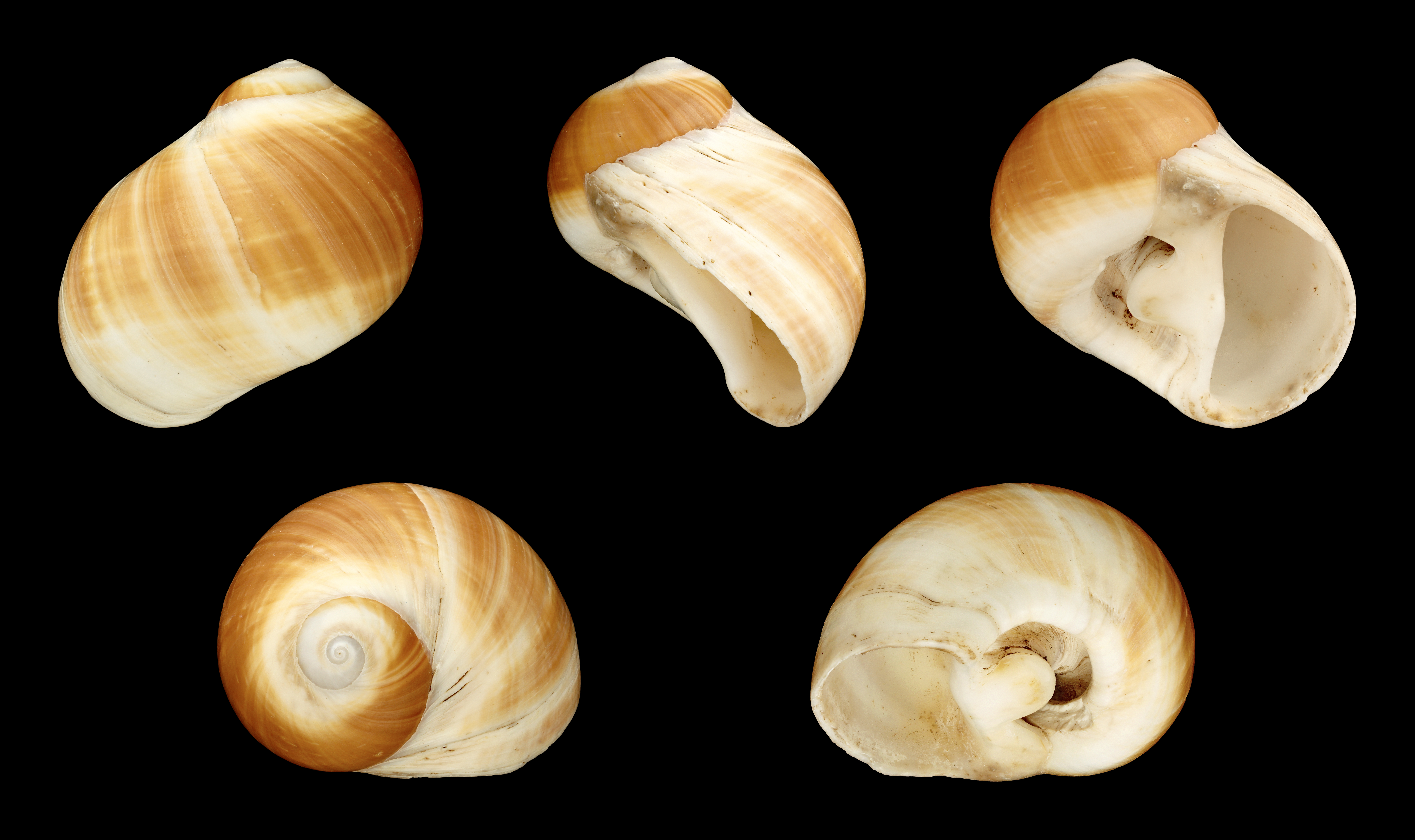
Polinices powisianus
Polinices tumidus
Polinices aurantius